# Vladyslav Terzyul
Vladyslav Terzyul (ukrajinsky Владислав Терзиул, 18. června 1953 Arťom – 18. května 2004 Makalu) byl ukrajinský horolezec. V roce 2004 se stal třináctým člověkem a prvním Ukrajincem, který zdolal všech 14 osmitisícovek. Při sestupu z Makalu se ve výšce 8300 metrů 18. května 2004 ztratil a zemřel.
Všechny výstupy uskutečnil bez pomoci umělého kyslíku a alpským stylem. Na Manáslu a Annapurnu vystoupil novými cestami, na Čo Oju sólově. Narodil se ve městě Arťom v Přímořském kraji ruského Dálného východu, ale jeho rodina se často stěhovala. Terzyul pracoval jako geolog v Jakutsku. Později vystudoval vodní inženýrství v Novosibirsku a začal pracovat na Ukrajině v přístavu Oděsa. Roku 1979 začal se sportovním lezením na území Sovětského svazu. Po rozpadu Sovětského svazu v roce 1991 začal lézt v Himálaji. Jeho první osmitisícovkou se roku 1993 stala Kančendženga. Svůj cíl stát se prvním Ukrajincem, který stane na všech osmitisícových vrcholech splnil roku 2004, ale sestup Terzyul nepřežil. Na Ukrajině byl uznávaným a váženým mužem. Působil jako horský vůdce. Roku 2000 byl oceněn titulem „Mistr sportu“. Ve stejném roce se stal lídrem ukrajinského vysokohorského týmu a byl zvolen oděským občanem roku.

## Úspěšné výstupy na osmitisícovky
- 1993 Kančendženga (8 586 m n. m.)
- 1994 K2 (8 611 m n. m.)
- 1995 Broad Peak (8 047 m n. m.)
- 1996 Gašerbrum II (8 035 m n. m.)
- 1996 Annapurna (8 091 m n. m.) - nová cesta
- 1997 Nanga Parbat (8 125 m n. m.)
- 1999 Mount Everest (8 848 m n. m.)
- 2000 Šiša Pangma (8 013 m n. m.)
- 2000 Čo Oju (8 201 m n. m.)
- 2001 Manáslu (8 163 m n. m.) - nová cesta
- 2002 Lhoce (8 516 m n. m.)
- 2002 Dhaulágirí (8 167 m n. m.)
- 2003 Gašerbrum I (8 068 m n. m.)
- 2004 Makalu (8 465 m n. m.) - zemřel při sestupu

## Další úspěšné výstupy
- 1991 Nandá Déví (7 816 m n. m.)
- 1992 Džengiš Čokusu (7 439 m n. m.)
- 1998 Ama Dablam (6 856 m n. m.)
- 2001 Chan Tengri (7 010 m n. m.)